# Theronopus robustus
Theronopus robustus är en insektsart som beskrevs av Webb 1976. Theronopus robustus ingår i släktet Theronopus och familjen dvärgstritar. Inga underarter finns listade i Catalogue of Life.